# Cheiloneurus praenitens
Cheiloneurus praenitens är en stekelart som beskrevs av James Waterston 1922. Cheiloneurus praenitens ingår i släktet Cheiloneurus och familjen sköldlussteklar. Inga underarter finns listade i Catalogue of Life.